# Chimie coloidală

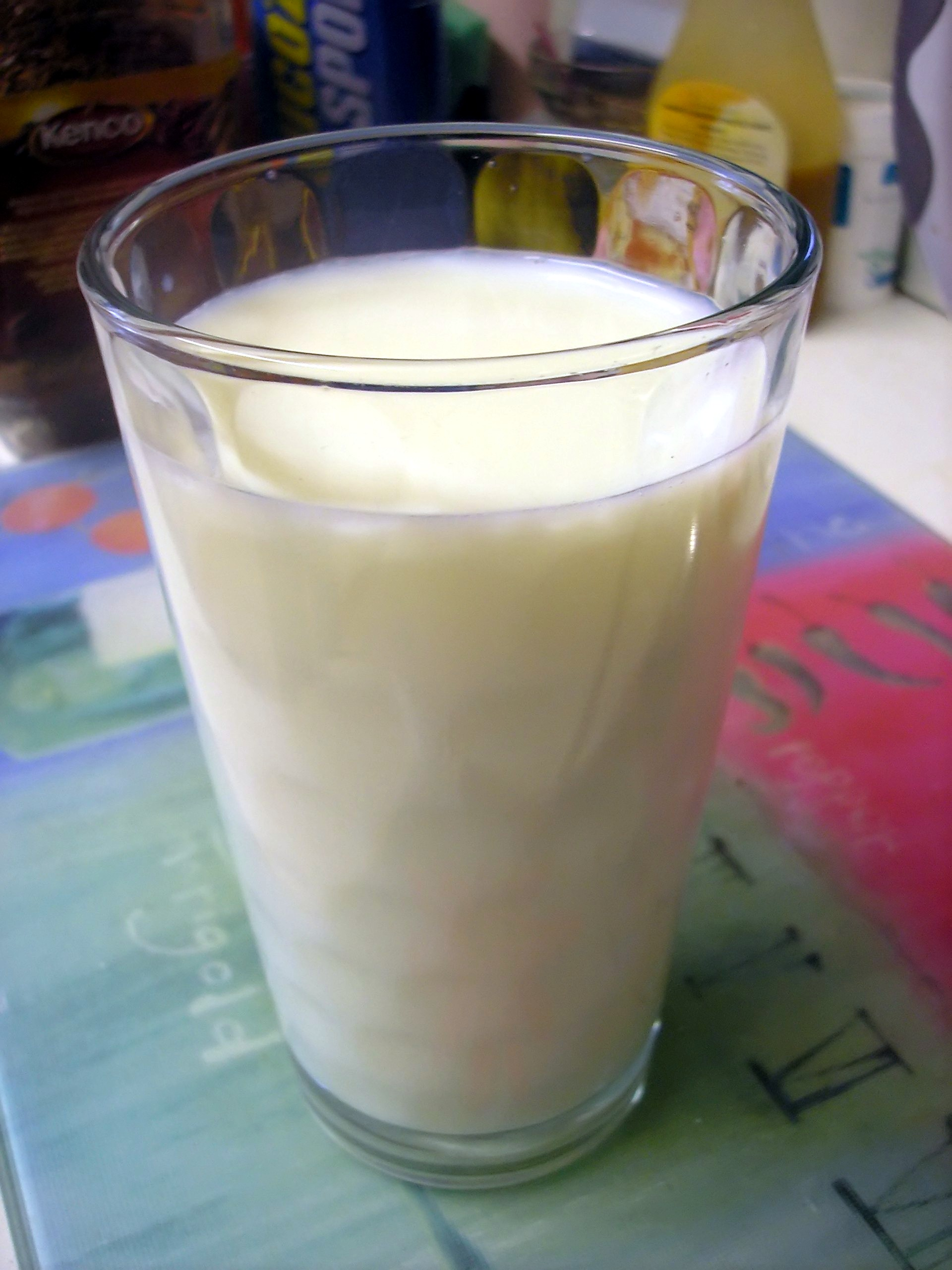
Laptele este un coloid de tip emulsie.

Chimia coloidală este o ramură a chimiei preocupată cu studiul coloizilor și al fenomenelor de dispersie a altor substanțe non-cristaline, precum suspensiile, emulsiile, plasticele, etc.